# 짬뽕 홍길동
"짬뽕 홍길동"은 대한민국의 코미디 액션영화이며 "로보트 태권 V 90"  을 끝으로 서울동화가 문을 닫은 뒤 이 회사 제작부장 김춘범씨가 인수하여 재설립한 비유엠 영화 제작소에서 전신 서울동화 시절까지 합쳐 만든 슈퍼 홍길동 시리즈 4편이며 시험 날짜에 늦게 도착하여 과거 시험도 보지 못한 홍길동(이창훈 분)이 부모의 심한 꾸중을 듣고 두문불출하던 어느 날 악의 제국을 건설하려는 흑마왕과 대결하는 과정을 코믹하게 다루었는데 2편부터 출연해 온 김정식 대신 이창훈이 홍길동 역을 맡았으며 덜렁이란 이름을 가진 길동의 하인이 새롭게 등장한다.
한편, 5편(부채도사와 홍길동)부터는 비디오용이자 상.하로 나뉘어 출시되었으며 김정식은 5편 6편(그림도사와 홍길동)에 이어 상.하로 나뉜 7편(뚱녀도사와 홍길동)을 통해 슈퍼 홍길동 시리즈 홍길동 역으로 복귀했는데 덜렁이 역은 마지막 극장용인 4편(짬뽕 홍길동)부터 출연한 최영준 대신 최순석으로 바뀌었으며 대부분의 어린이영화들이 그랬던 것처럼 허무맹랑한 내용과 짜임새없는 스토리，저급한 묘사 등으로 일관했던 데다 등장인물의 분장이나 극적효과를 높이기 위해 시도한 특수효과 등이 거의 "학예회" 수준이란 혹평을 들어야 했고 최종 8편(홍길동 도사학교)이 비디오용이자 상.하로 나뉜 5~7편 장면 편집하여 성우 목소리 첨가한 탓인지 "뚱녀 도사와 홍길동"이 실질적인 슈퍼 홍길동 시리즈 완결편이 됐으며 뒷날 극장용인 1~4편과 비디오용이자 상.하로 나뉜 5~7편을 묶어 10편짜리 비디오로 재출시됐다.

## 상영정보
- 극장개봉 : 1990년 12월 12일
- 비디오출시 : 1991년 4월 5일 (VHS, 동양프로덕션)

## 등장인물

### 주인공
- 이창훈 - 홍길동 역
- 최영준 - 덜렁이 역

### 홍길동 주변 인물
- 윤일주 - 길동 부 역
- 문미봉 - 길동 모 역
- 김현숙 - 송이 역
- 이영호 - 솔이 역

### 흑마왕 주변 인물
- ? - 흑마왕 역
- 박세범 - 산적 역
- 김민수 - 저승 사자 역
- 전문식 - 철가면 역
- 서기원 - 도깨비 역

### 그 외 인물
- 장팔 : 백운도사 역

## 제작진
- 감독 : 임종호
- 조감독 : 권왕례
- 기록 : 조현승
- 각본 : 임종호
- 촬영 : 허규범
- 촬영부 : 노양호, 이승준, 공평재
- 조명 : 손영철
- 조명부 : 양권모, 이정훈, 한영태
- 스틸 : 윤동실
- 기획 : 남우영
- 제작총지휘 : 김춘범
- 제작부장 : 방성철, 양근복
- 녹음 : 김병수, 영화진흥공사
- 음악 : 남우영
- 특수효과 : 백진
- 무술감독 : 장동일
- 분장 : 장인한
- 의상 : 이해윤
- 편집 : 임종호
- 특수애니메이션 : 임종호
- 애니메이션촬영 : 영화진흥공사
- 소품 : 차순하
- 효과 : 양대호
- 현상 : 영화진흥공사

## 협찬
- 시험정보은행, 아이템풀, 한국체육과학, 금성레코드, 보물섬

## 같이 보기
- 슈퍼 홍길동 시리즈